# Erweiterter Sekundarabschluss I
Den erweiterten Sekundarabschluss I  können Schüler in Niedersachsen und Nordrhein-Westfalen an einem Gymnasium, einer Realschule oder an einer Hauptschule nach Vollendung der Sekundarstufe I, das heißt nach der 10. Klasse, erreichen, wenn ihre Leistungen ausreichend sind. Unter Umständen kann er auch an einer Berufsschule / Berufskolleg erreicht werden, wenn bestimmte Leistungen erfüllt werden. Er berechtigt zum Besuch der Einführungsphase der Sekundarstufe II, der gymnasialen Oberstufe oder aber auch zu einer Berufsausbildung.
An Gymnasien und den gymnasialen Zweigen kooperativer Gesamtschulen, erreicht man den Abschluss automatisch mit Versetzung in die elfte Klasse; an Realschulen, Hauptschulen und integrierten Gesamtschulen muss zunächst der „Sekundarabschluss – Realschulabschluss“ erworben werden. Den „erweiterten Abschluss“ erhält man dann unter bestimmten Voraussetzungen, wenn die Noten ausreichend sind.
Seit dem Schuljahr 2006/2007 ist das Erreichen des Sekundarabschlusses I – Realschulabschlusses in Niedersachsen an eine zentrale Abschlussprüfung in der Klasse 10 gebunden. Von dieser Prüfung ausgenommen sind nur Gymnasiasten und Schüler des Gymnasialzweiges einer kooperativen Gesamtschule.
Um den erweiterten Sekundarabschluss I (erweiterten Realschulabschluss) in einer berufsbildenden Schule zu bekommen, benötigt man regulär einen Gesamtnotendurchschnitt von mindestens 3,0. Außerdem müssen die Voraussetzungen für den Sekundarabschluss I – Realschulabschluss erfüllt sein.
Auf einer weiterführenden Hauptschule ist der erweiterte Sekundarabschluss I jedoch erst mit einem Gesamtnotendurchschnitt von 2,0 oder besser sowie mit zwei von zwei Kursen mit erhöhten Anforderungen (meist Mathematik und Englisch) zu erwerben.